# Kulturväven
Kulturväven is een cultureel centrum naast de Ume-rivier in Umeå in de provincie Västerbottens län in Zweden.
Kulturväven werd gebouwd in 2011-2014 als onderdeel van het stadsontwikkelingsproject Staden mellan broarna (stad tussen de bruggen). De opdrachtgever is de gemeente Umeå en de lokale vastgoedonderneming "Balticgruppen", via de joint-venture "Väven i Umeå AB". De totale oppervlakte is 24.000 vierkante meter en de totale kosten werden geraamd op ongeveer 700 miljoen kronen, exclusief het interieur. De architecten zijn de Noorse firma’s Snøhetta en White arkitekter die ook meegewerkt hebben aan de bouw van enkele gebouwen op de Umeå kunstcampus
Kulturväven wordt geopend in het najaar van 2014, het jaar dat Umeå de culturele hoofdstad van Europa is. Het cultureel centrum zal een aantal culturele instellingen huisvesten, die zich momenteel in andere delen van de stad bevinden, evenals een aantal nieuwe culturele initiatieven. De bouwkosten, de samenwerkingsverbanden die nieuw werden gevormd en de verplaatsing van de stadsbibliotheek naar het nieuwe gebouw hebben heel wat discussies veroorzaakt in Umeå.
Het gebouw bevat ateliers, een cultureel jeugdcentrum, theaters, de stadsbibliotheek, de cinema Folkets Bio en het "historisch museum van de vrouwenbeweging" (Kvinnohistoriskt museum).
Nog voor de inhuldiging van het gebouw werd het ontwerp afgeschilderd als een plagiaat, omdat drie verticale gebouwen met gelijkaardige gevels al zijn opgericht in Kopenhagen in de periode 2006-2008. Die Deense gebouwen zijn ontworpen door de Deense firma Vilhelm Lauritzen Arkitekte, die niets te maken hebben gehad met het ontwerp van Kulturväven. Een architect van deze firma is echter van mening dat Kulturväven geen plagiaat is.